# Тен-Пост
Тен-Пост (нід. Ten Post) — село в нідерландській провінції Гронінген. Входить до муніципалітету Гронінген.
Його площа становить 8,73км², а населення станом на 2021 рік складало 710 осіб.
Перша згадка про населений пункт датується 1380 роком.

## Галерея

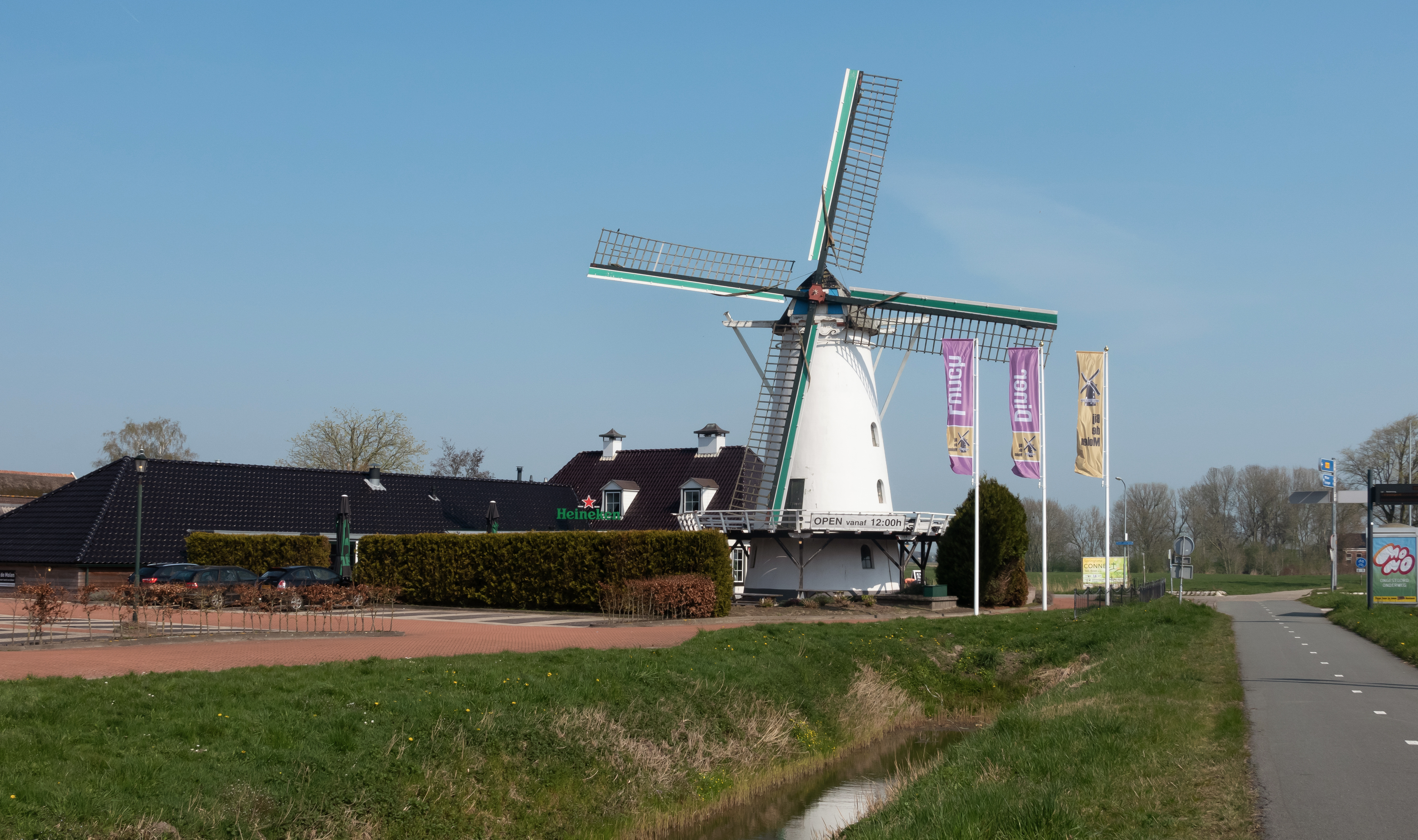
Вітряк De Olle Widde
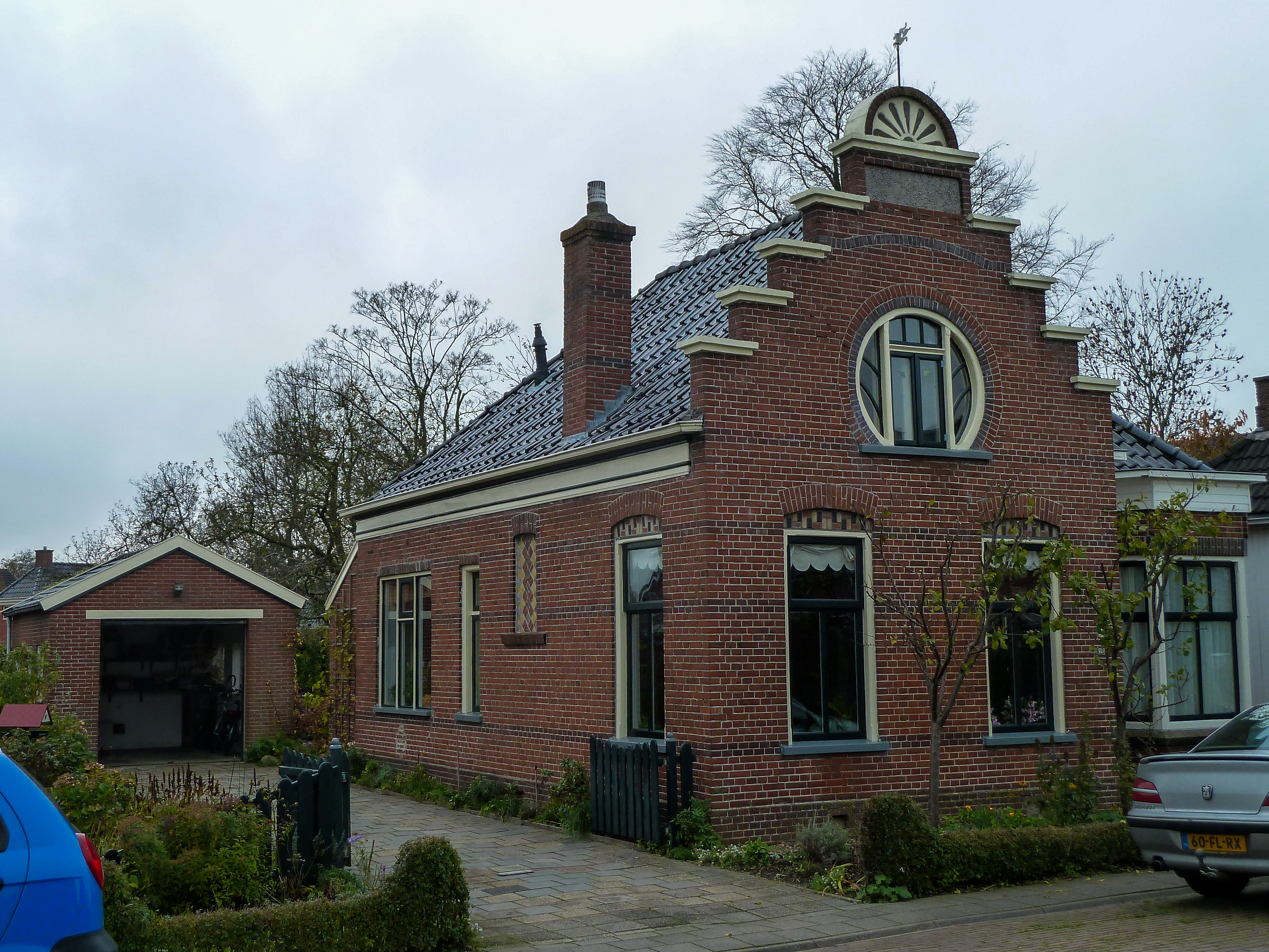
Приміщення колишнього магазину
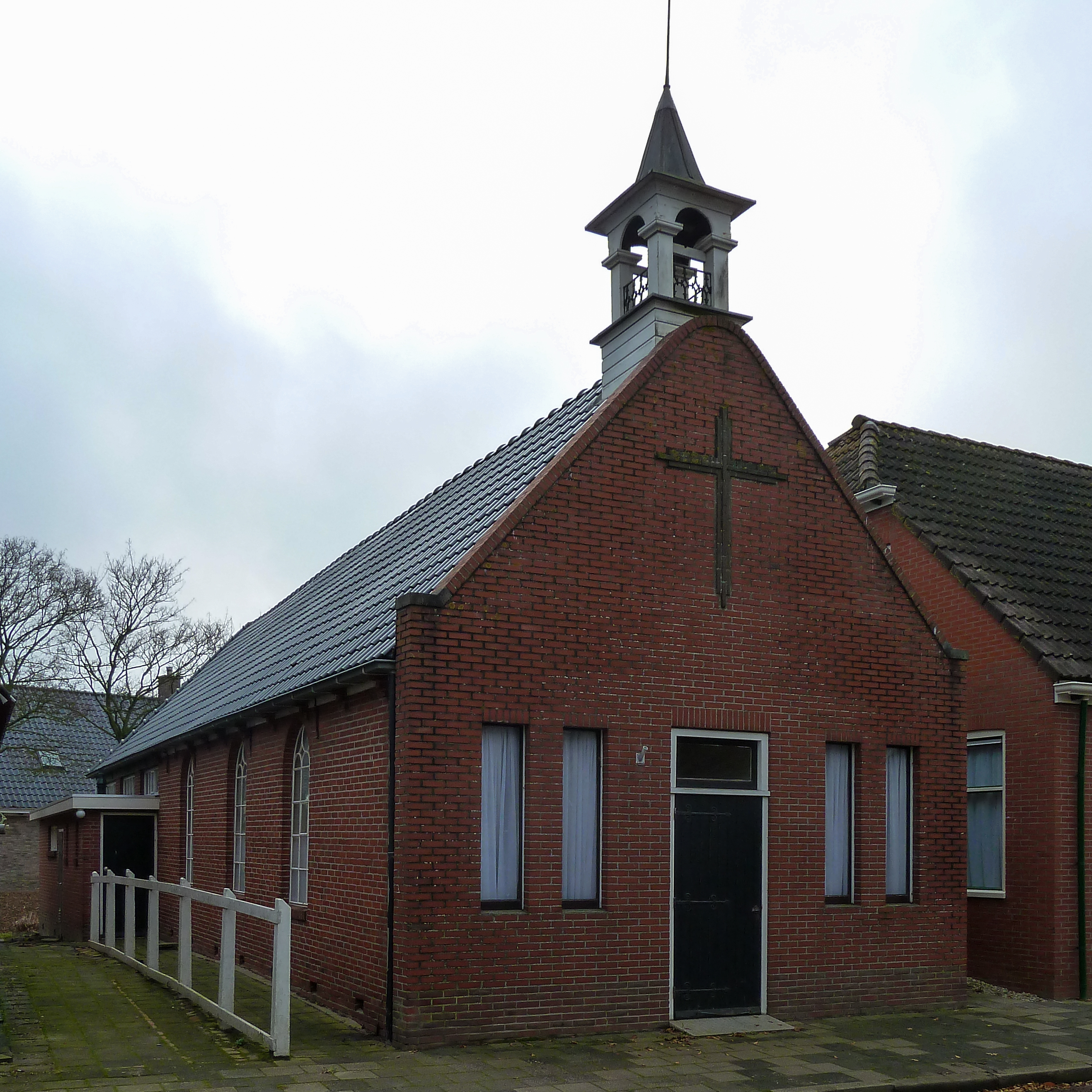
Приміщення колишньої реформистської церкви
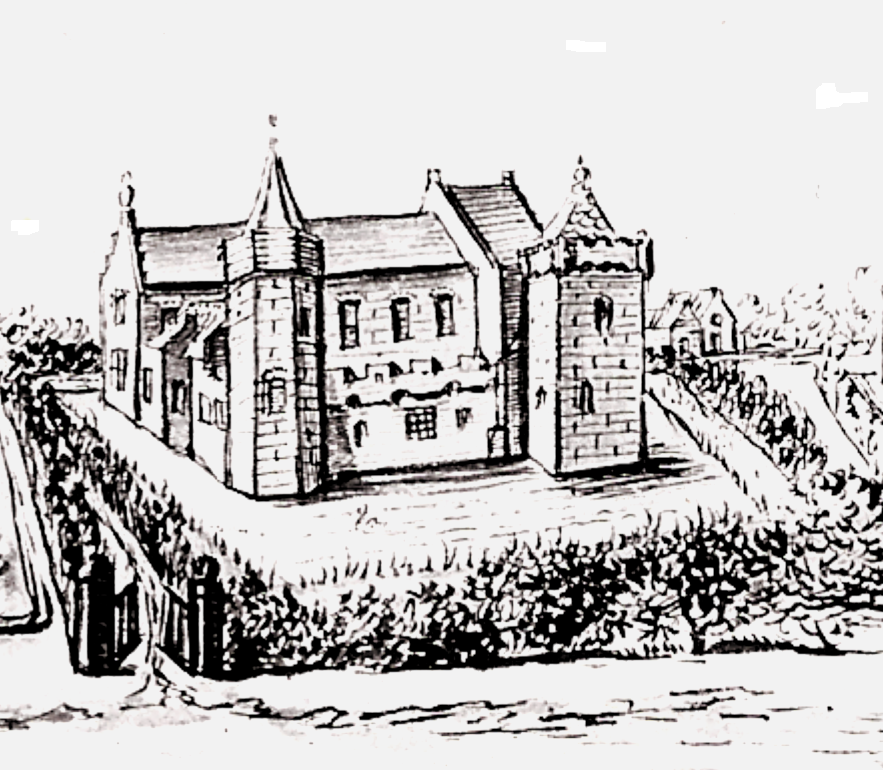